# The Everly Brothers
The Everly Brothers var en amerikansk musikduo bestående af brødrene Isaac Donald "Don" Everly (født 1. februar 1937, død 21. august 2021) og Philip "Phil" Everly (født den 19. januar 1939, død 3. januar 2014).
Duoen slog igennem i 1957 med fine vokalharmonier akkompagneret af akustisk guitar med rødder i countrymusikken (deres forældre var countrymusikere), men bevægede sig efterhånden over i rockgenren gennem blandt andet et skift til elektriske guitarer. På grund af deres nydelige udseende og deres harmoniske sang blev de ikke betragtet som kontroversielle som flere af de øvrige tidlige rockmusikere som Little Richard og Elvis Presley, men eftertiden viser deres betydning for rockmusikkens udvikling.
Duoen havde sin storhedstid i anden halvdel af 1950'erne og de første år i 1960'erne, men en kombination af indkaldelse til militærtjeneste og den britiske invasion betød, at The Everly Brothers aldrig genvandt deres position. De udsendte fortsat plader, til de gik hver til sit i 1973. De fandt sammen igen i 1983, og Paul McCartney skrev til duoen nummeret "On the Wings of a Nightingale", der blev et pænt hit. Siden optrådte brødrene med mellemrum, blandt andet deltog de på Simon & Garfunkels genforeningsturne i 2003-04. 
Phil Everly havde sideløbende en solokarriere, hvor han blandt andet indspillede sange med Cliff Richard med en vis succes.

## Hits
Blandt duoens store hits kan nævnes:
- "Bye Bye Love"
- "Claudette"
- "(All I Have to Do Is) Dream"
- "Wake Up Little Susie"
- "Till I Kissed Ya"
- "Let It Be Me"
- "Walk Right Back"
- "So Sad"
- "Lucille"
- "Cathy's Clown"
- "On the Wings of a Nightingale"

## Betydning
The Everly Brothers fik stor betydning i den tidlige rock-æra ved at forbinde countrymusikken med rocken. Desuden påvirkede deres vokalarbejde mange senere grupper, ikke mindst mange af de britiske grupper som Beatles samt amerikanske som Simon & Garfunkel. Paul McCartneys On the Wings of a Nightingale skal også i den forbindelse ses som en tak til gruppen.
The Everly Brothers var blandt de første ti navne, der blev optaget i Rock and Roll Hall of Fame i 1986, og siden er de optaget i Hall of Fame for såvel country som rockabilly.